# Luisa Seghezzi
Luisa Seghezzi (nascida em 6 de dezembro de 1965) é uma ex-ciclista olímpica italiana.
Pela Itália, ela participou nos Jogos Olímpicos de 1984 em Los Angeles, nos Estados Unidos, onde terminou em nono lugar na prova de estrada individual.